# Lista de parques estaduais de São Paulo
O estado de São Paulo possui, atualmente, 34 parques estaduais, uma das categorias de unidades de conservação de proteção integral da natureza definidas na Lei do Sistema Nacional de Unidades de Conservação da Natureza, encaixadas na categoria II pela IUCN. Um parque estadual tem como objetivo básico a preservação de ecossistemas naturais de grande relevância ecológica e beleza cênica, possibilitando a realização de pesquisas científicas e o desenvolvimento de educação e interpretação ambiental, de recreação em contato com a natureza e de turismo ecológico. Dos parques estaduais paulistas, 32 são administrados pela Fundação para Conservação e Produção Florestal do Estado de São Paulo (Fundação Florestal), uma fundação vinculada à Secretaria do Meio Ambiente do Governo de São Paulo. Os outros dois parques, Alberto Löfgren e Fontes do Ipiranga, são administrados pelo Instituto Florestal e Instituto de Botânica de São Paulo, respectivamente.
Apesar de algumas unidades de conservação antigas terem se tornado parques estaduais posteriormente, o primeiro parque estadual paulista oficial foi o de Campos do Jordão, criado através do Decreto Nº 11.908, emitido em 27 de março de 1941 por Ademar Pereira de Barros. A criação desse parque foi seguida pelo PETAR em Iporanga, em 19 de maio de 1958, e pelo do Jaraguá, em 3 de maio de 1961, na cidade de São Paulo. Eles variam em área de forma extrema: o menor parque estadual paulista, é o da A.R.A, com pouco menos de 0,6 km², enquanto que o maior é o Parque Estadual da Serra do Mar, com mais de 3 mil km².
Os dois biomas que ocorrem no estado são a Mata Atlântica e o Cerrado. Apesar do número considerável de parques estaduais, eles protegem menos de 8 mil km² da vegetação nativa. A Mata Atlântica é o bioma predominante do estado, apesar de restar menos de 16% da cobertura original atualmente (cerca de 26 703,24 km²), a maior parte nas escarpas da Serra do Mar e Serra de Paranapiacaba. A maior parte dos parques estaduais paulistas protege esse bioma, e constitui uma das mais importantes redes de conservação da Mata Atlântica, apresentando os maiores trechos contínuos dessa floresta, e por isso constituem uma parte essencial do Corredor da Serra do Mar. O Mosaico de Unidades de Conservação do Jacupiranga, o Mosaico de Unidades de Conservação da Serra de Paranapiacaba  e o Mosaico Juréia-Itatins são constituídos por importantes parques estaduais e considerados Patrimônio Mundial pela UNESCO (Reservas de Mata Atlântica do Sudeste).
O Cerrado já cobriu 14% do território paulista, mas dos 33 979 km² originais, restam menos de 3 mil km² (menos de 1% do território paulista). Menos de 0,5% do cerrado paulista encontra-se em unidades de conservação, entre elas os parques estaduais, que não possuem mais do que 50 km².
A seguinte lista foi baseada nos dados disponíveis on-line pelo MMA, Fundação Florestal e Instituto Florestal.

## Parques estaduais
| Nome                             | Imagem | Município(s) | Data de criação                   | Área                              | Descrição |
| -------------------------------- | ------ | --- | --------------------------------- | --------------------------------- | --- |
| Aguapeí                          |        | Castilho, Nova Independência, Guaraçaí, São João do Pau d'Alho, Monte Castelo, Junqueirópolis 21° 12′ 44″ S, 51° 30′ 04″ O                                           | 2 de julho de 1998 (27 anos)      | 9 043,97 hectares (90,4 km2)      | Criado pela CESP como forma de compensação pela construção da UHE Engenheiro Sérgio Motta, protege ecossistemas de várzeas do rio Aguapeí, um afluente do rio Paraná. A região constitui o "Pantaninho paulista" e é um dos últimos locais onde ainda existe o cervo-do-pantanal no estado de São Paulo. |
| Alberto Löfgren                  |        | São Paulo 23° 27′ 33″ S, 46° 38′ 02″ O | 24 de setembro de 1968 (56 anos)  | 174 hectares (1,7 km2)            | É a primeira unidade de conservação do estado de São Paulo, em homenagem ao botânico sueco Albert Löfgren, criada em 10 de fevereiro de 1896, tornando-se parque estadual em 1968. É um pequeno fragmento de Mata Atlântica, importante por ser um dos últimos em uma das maiores cidades do mundo. Integra a Reserva da Biosfera do Cinturão Verde da Cidade de São Paulo.                                          |
| Assessoria de Referência Agrária |        | Valinhos 23° 00′ 42″ S, 47° 04′ 06″ O | 4 de junho de 1969 (56 anos)      | 64,30 hectares (0,6 km2)          | Menor parque estadual de São Paulo, conserva um fragmento de floresta estacional semidecidual. Foi criado a partir de uma iniciativa de reforma agrária na década de 1960, na antiga Fazenda Capivari. |
| Campina do Encantado             |        | Pariquera-Açu 24° 38′ 05″ S, 47° 46′ 39″ O | 16 de agosto de 1994 (30 anos)    | 2 360,00 hectares (23,6 km2)      | Antigo Parque Estadual Pariquera Abaixo, preserva importantes porções de florestas de várzeas da bacia do rio Ribeira do Iguape. O parque chama atenção pela presença das "turfeiras", que produzem gás metano e podem se incendiar espontaneamente, com chamas de até 80 cm de altura. |
| Campos do Jordão                 |        | Campos do Jordão 22° 40′ 57″ S, 45° 27′ 11″ O | 27 de março de 1941 (84 anos)     | 8 385,89 hectares (83,9 km2)      | Conhecido regionalmente como Horto Florestal, possui as mais extensas porções de araucárias do Sudeste brasileiro. É habitat de mais de 180 espécies de aves, entre elas, o ameaçado papagaio-do-peito-roxo. |
| Cantareira                       |        | São Paulo, Mairiporã, Caieiras, Guarulhos 23° 24′ 05″ S, 46° 35′ 24″ O                                                                                               | 29 de agosto de 1962 (62 anos)    | 7 916,52 hectares (79,2 km2)      | Uma das maiores florestas urbanas do mundo, o parque passou a ser preservado no século XIX, para garantir o abastacimento de água da cidade de São Paulo (o chamado "Sistema Cantareira Velho"). Apesar da proximidade com a área urbana, apresenta espécies ameaçadas de extinção no estado, como a onça-parda. Integra a Reserva da Biosfera do Cinturão Verde da Cidade de São Paulo.                             |
| Carlos Botelho                   |        | Capão Bonito, São Miguel Arcanjo, Sete Barras 24° 07′ 53″ S, 47° 56′ 57″ O                                                                                           | 10 de setembro de 1982 (42 anos)  | 37 644,36 hectares (376,4 km2)    | Localizado na Serra de Paranapiacaba, constitui-se em um dos maiores fragmentos de Mata Atlântica do Brasil. Junto com outras unidades de conservação, é Patrimônio Mundial pela UNESCO. Apresenta uma das maiores populações do muriqui-do-sul. |
| Caverna do Diabo                 |        | Barra do Turvo, Cajati, Eldorado, Iporanga 24° 42′ 47″ S, 48° 25′ 06″ O                                                                                              | 21 de fevereiro de 2008 (17 anos) | 40 219,66 hectares (402,2 km2)    | Parte do Mosaico de Unidades de Conservação do Jacupiranga (antigo Parque Estadual do Jacupiranga), preserva importantes trechos de Mata Atlântica do litoral sul de São Paulo. O principal atrativo turístico é o sistema de cavernas, sendo a Caverna do Diabo, a principal. Esta caverna possui 6 mil metros de extensão, mas apenas 600 m estão abertos à visitação.                                             |
| Fontes do Ipiranga               |        | São Paulo 23° 39′ 15″ S, 46° 37′ 24″ O | 12 de agosto de 1991 (33 anos)    | 526 hectares (5,3 km2)            | Localizado na Zona Sul de São Paulo, possui importância histórica por proteger as nascentes do rio Ipiranga, em que foi proclamado a Independência do Brasil. Nele também se localiza o Zoológico de São Paulo e o Jardim Botânico. |
| Furnas do Bom Jesus              |        | Pedregulho 20° 13′ 35″ S, 47° 26′ 26″ O | 12 de outubro de 1989 (35 anos)   | 2 069,06 hectares (20,7 km2)      | Preserva remanescentes do extremamente ameaçado cerrado paulista, tendo como atrativos turísticos inúmeras cachoeiras, sendo a Cascata Grande a maior delas, com até 132 m de queda livre. |
| Ilha Anchieta                    |        | Ubatuba 23° 32′ 22″ S, 45° 03′ 54″ O | 29 de março de 1977 (48 anos)     | 828 hectares (8,3 km2)            | Localizada no litoral norte de São Paulo, a Ilha Anchieta é um dos mais importantes pontos turísticos da região. Já foi habitada pelos índios tupinambás e existe as ruínas de um presídio que funcionou até o ano de 1955, fechado após uma grande rebelião. |
| Ilha do Cardoso                  |        | Cananéia 25° 11′ 06″ S, 47° 59′ 43″ O | 3 de julho de 1962 (63 anos)      | 13 155,9 hectares (131,6 km2)     | Localizado no extremo sul do litoral de São Paulo, preserva grande diversidade de fitofisionomias da Mata Atlântica, desde manguezais e restingas, até a floresta ombrófila densa. É habitat de espécies raras na região, como o papagaio-de-cara-roxa e o jacaré-do-papo-amarelo. |
| Ilhabela                         |        | Ilhabela 23° 51′ 07″ S, 45° 20′ 38″ O | 20 de janeiro de 1977 (48 anos)   | 29 317,99 hectares (293,2 km2)    | É um parque arquipélago, protegendo um total de 12 ilhas, sendo a maior delas, a Ilha de São Sebastião. A ilha apresenta um grande número de espécies endêmicas. |
| Intervales                       |        | Eldorado, Guapiara, Iporanga, Ribeirão Grande, Sete Barras 24° 16′ 06″ S, 48° 24′ 49″ O                                                                              | 8 de junho de 1995 (30 anos)      | 40 649,05 hectares (406,5 km2)    | Uma das mais importantes unidades de conservação da Serra de Paranapiacaba, compondo o Mosaico de Unidades de Conservação da Serra de Paranapiacaba e é considerado Patrimônio Mundial pela UNESCO. É um dos maiores remanescentes de Mata Atlântica, apresentando excelente estado de conservação. |
| Itaberaba                        |        | Arujá, Guarulhos, Mairiporã, Nazaré Paulista, Santa Isabel 23° 11′ 57″ S, 46° 24′ 10″ O                                                                              | 30 de março de 2010 (15 anos)     | 15 113,11 hectares (151,1 km2)    | É um importante corredor ecológico entre a Serra da Cantareira e a Serra da Mantiqueira, preservando importantes remanescentes da Mata Atlântica. Dado isso, é habitat de inúmeras espécies ameaçadas de extinção no estado de São Paulo. |
| Itapetinga                       |        | Atibaia , Bom Jesus dos Perdões, Mairiporã, Nazaré Paulista 23° 12′ 18″ S, 46° 29′ 59″ O                                                                             | 30 de março de 2010 (15 anos)     | 10 193,85 hectares (101,9 km2)    | Juntamente com os parques estaduas da Cantareira e Itaberaba e o Monumento Natural Estadual da Pedra Grande, forma um mosaico de unidades de conservação denominado "Contínuo Cantareira". Oficializa a proteção dos remanescentes de floresta da Serra do Itapetinga. |
| Itinguçu                         |        | Iguape, Peruíbe 24° 24′ 04″ S, 47° 02′ 19″ O | 3 de abril de 2013 (12 anos)      | 5 038,06 hectares (50,4 km2)      | Foi criado junto ao Mosaico de Unidades de conservação Juréia-Itatins, no litoral sul de São Paulo, conservando importantes fitofisionomias da Mata Atlântica do litoral. |
| Jaraguá                          |        | Osasco, São Paulo 23° 27′ 34″ S, 46° 46′ 02″ O | 3 de maio de 1961 (64 anos)       | 492,68 hectares (4,9 km2)         | Mais uma unidade de conservação do Contínuo Cantareira. Seu maior atrativo é o Pico do Jaraguá, que pode ser visto por quem chega à cidade de São Paulo pelo Sistema Anhanguera-Bandeirantes. |
| Juquery                          |        | Caieiras, Franco da Rocha 23° 21′ 12″ S, 46° 41′ 41″ O | 5 de junho de 1993 (32 anos)      | 1 927,70 hectares (19,3 km2)      | Preserva o último fragmento de cerrado da região Metropolitana de São Paulo. Tem como seu símbolo, a seriema, ave típica do cerrado. O seu maior atrativo é uma elevação denominada Ovo da Pata. |
| Jurupará                         |        | Ibiúna, Piedade 23° 50′ 35″ S, 47° 12′ 44″ O | 22 de setembro de 1992 (32 anos)  | 26 235,27 hectares (262,4 km2)    | Antiga Reserva Extrativista, o parque é um importante corredor entre a Serra de Paranapiacaba e a Serra do Mar. Nos limites do parque existem usinas hidrelétricas que foram construídas entre as décadas de 40 e 60. |
| Lagamar de Cananéia              |        | Jacupiranga, Cananéia 25° 00′ 16″ S, 48° 11′ 25″ O | 21 de fevereiro de 2008 (17 anos) | 40 758,64 hectares (407,6 km2)    | Integra o Mosaico de Unidades de Conservação do Jacupiranga, sendo uma das maiores porções de Mata Atlântica do Brasil. Importante para manutenção de ecossistemas marinhos e habitat do criticamente em perigo mico-leão-de-cara-preta. |
| Mananciais de Campos do Jordão   |        | Campos do Jordão 22° 45′ 53″ S, 45° 33′ 53″ O | 27 de setembro de 1993 (31 anos)  | 517,04 hectares (5,2 km2)         | Parque criado com o intuito de preservar o entorno da Represa do Salto, que abastece até 30% da cidade de Campos do Jordão. Ainda não é possível fazer visitação e a área apresenta uma extensa plantação de Pinus. |
| Marinho da Laje de Santos        |        | Santos 24° 19′ 10″ S, 46° 10′ 52″ O | 27 de setembro de 1993 (31 anos)  | 5 139,38 hectares (51,4 km2)      | Único parque estadual marinho do estado de São Paulo, preserva recifes de coral. Importante ponto turístico para mergulho, principalmente por conta da visibilidade das águas do parque. |
| Morro do Diabo                   |        | Teodoro Sampaio 22° 37′ 15″ S, 52° 10′ 18″ O | 4 de junho de 1986 (39 anos)      | 33 845,33 hectares (338,5 km2)    | Localizado no Pontal do Paranapanema, preserva o maior remanescente de Mata Atlântica de todo o oeste paulista e também é a maior reserva de peroba-rosa do estado. É habitat do ameaçado mico-leão-preto, o único primata endêmico do estado de São Paulo, onde existe a maior população em liberdade atualmente.                                                                                                   |
| Nascentes do Paranapanema        |        | Capão Bonito 24° 09′ 00″ S, 48° 12′ 12″ O | 21 de junho de 2012 (13 anos)     | 22 211,43 hectares (222,1 km2)    | O parque foi criado com objetivo de proteger nascentes que abastecem o rio Paranapanema. Faz parte do Mosaico de Unidades de Conservação da Serra de Paranapiacaba. |
| Porto Ferreira                   |        | Porto Ferreira 21° 50′ 59″ S, 47° 26′ 08″ O | 6 de novembro de 1962 (62 anos)   | 680,91 hectares (6,8 km2)         | Às margens do rio Mojiguaçu, preserva pequenas porções de Cerrado e floresta estacional semidecidual. Apesar da pequena área, apresenta grande diversidade de espécies de árvores, como o jequitibá-rosa e a peroba-rosa. |
| Prelado                          |        | Iguape 24° 34′ 02″ S, 47° 17′ 19″ O | 8 de abril de 2013 (12 anos)      | 1 827,22 hectares (18,3 km2)      | Uma das unidades de conservação que constitui o Mosaico Jureia-Itatins, mosaico de unidades de conservação que visam preservar os últimos trechos de floresta do litoral paulista. |
| Restinga de Bertioga             |        | Bertioga 23° 46′ 07″ S, 45° 59′ 36″ O | 9 de dezembro de 2010 (14 anos)   | 9 317,69 hectares (93,2 km2)      | Parque estadual criado com intuito de proteger o ecossistema da restinga na cidade de Bertioga. Área importante por ser um corredor entre ecossistemas costeiros e a Serra do Mar. |
| Rio do Peixe                     |        | Ouro Verde, Dracena, Presidente Venceslau, Piquerobi 21° 35′ 47″ S, 51° 45′ 12″ O                                                                                    | 18 de setembro de 2002 (22 anos)  | 7 712,68 hectares (77,1 km2)      | Criado pela CESP como forma de compensação pela construção da UHE Engenheiro Sérgio Motta, protege ecossistemas de várzeas do rio do Peixe, um afluente do rio Paraná. A região constitui o "Pantaninho paulista" e é um dos últimos locais onde ainda existe o cervo-do-pantanal no estado de São Paulo. |
| Rio Turvo                        |        | Barra do Turvo, Cajati, Jacupiranga 24° 59′ 32″ S, 48° 28′ 42″ O | 21 de fevereiro de 2008 (17 anos) | 73 820,75 hectares (738,2 km2)    | Parte do Mosaico de Unidades de Conservação do Jacupiranga (antigo Parque Estadual do Jacupiranga), preserva importantes trechos de Mata Atlântica do litoral sul de São Paulo. Apresenta flora diversa, preservando a bacia do rio Turvo, um afluente do rio Ribeira do Iguape. |
| Serra do Mar                     |        | Caraguatatuba,Cunha, São Paulo, Juquitiba, Mongaguá, Itanhaém, Cubatão, Pedro de Toledo, Ubatuba, São Luiz do Paraitinga, São Sebastião 23° 58′ 04″ S, 46° 38′ 59″ O | 30 de agosto de 1977 (47 anos)    | 332 295,69 hectares (3 323,0 km2) | Maior unidade de conservação integral do estado de São Paulo, é o maior trecho contínuo de Mata Atlântica do Brasil. Importante desde o ponto de vista turístico, até de conservação da biodiversidade e de mananciais. |
| Turístico do Alto Ribeira        |        | Apiaí, Iporanga 24° 27′ 36″ S, 48° 36′ 00″ O | 19 de maio de 1958 (67 anos)      | 35 776,42 hectares (357,8 km2)    | Um dos mais antigos parques estaduais de São Paulo, apresenta um complexo sistema de cavernas, sendo seu principal atrativo. Além disso, apresenta um dos trechos mais bem preservados de Mata Atlântica, e por isso, é possível encontrar espécies típicas de matas primárias, além de animais que exigem territórios amplos, como a onça-pintada e o muriqui-do-sul. É considerado Patrimônio Mundial pela UNESCO. |
| Vassununga                       |        | Santa Rita do Passa Quatro 21° 43′ 23″ S, 47° 35′ 35″ O | 26 de outubro de 1970 (54 anos)   | 2 048,89 hectares (20,5 km2)      | Importante por preservar porções significativas de floresta estacional semidecidual e Cerrado, apresentando a maior população de jequitibá-rosa do estado. Nele também se encontra o que provavelmente é o maior e mais velho exemplar dessa espécie, denominado Patriarca. |
| Xixová-Japuí                     |        | Praia Grande, São Vicente 24° 00′ 22″ S, 46° 23′ 29″ O | 27 de setembro de 1993 (31 anos)  | 887,57 hectares (8,9 km2)         | Localizado na Região Metropolitana da Baixada Santista é um fragmento de Mata Atlântica altamente visitado, devido à facilidade de acesso. Entretanto, o turismo se dá de forma desordenada e nociva, muitas vezes. |